# Calcisol
Der Calcisol (CL) (lateinisch calx = Kalk) ist eine Referenzbodengruppe der World Reference Base for Soil Resources (WRB). Calcisole sind humusarme Mineralböden mit starker Anreicherung sekundären Calciumcarbonats durch Ausfällung als Folge von Evaporation. Daher sind Calcisole vor allem in ariden Gebieten zu finden. Sie sind typische Böden in Halbwüsten.

## Beschreibung
Calcisole reichern durch Ausfällung Kalk an. Kalkkonkretionen bilden an der Oberfläche des Bodens Kalkbänke (Calcrete). Sind diese weich spricht man von einem calcic Horizont. Bei harten Calcretes von einem petrocalcic Horizont. Dieser Horizont befindes sich in den oberen 100 cm des Bodens.
Bestimmend für die Referenzbbodengruppe sind zwei Merkmale:
1. Es gibt einen calcic oder petrocalcic Horizont, der ≤ 100 cm der mineralischen Bodenoberfläche beginnt.
2. Es gibt keinen argic Horizont (Tonanreicherungshorizont), der über oder an der Oberfläche des calcic oder petrocalcic Horizontes beginnt. Es sei denn, der gesamte argic Horizont enthält sekundäre Carbonate.

Wenn sich über einem petrocalcic Horizont, der in ≤ 100 cm unterhalb der Bodenoberfläche ein calcic Horizont befindet, wird dies mit dem supplementary Qualifier nr für naramic (hindi naram, weich) gekennzeichnet. Wie auch andere kalkreiche Böden sind Calcisols generell arm an Stickstoff und organischer Bodensubstanz. Das Bodengefüge ist oftmals krümelig bis plattig.
Typischerweise sind (meist kalkhaltige) alluviale, kolluviale und äolische Sedimente Ausgangsmaterial von Calcisolen. Lösung und Ausfällung von Carbonaten sind die charakteristischen pedogenetischen Prozess, die zur Bildung von Calcisolen führen. Der Kalk an der Bodenoberfläche ist oft teils bis vollständig ausgewaschen und in einem tieferen Horizont wieder ausgefällt. Durch Erosion kann dieser kalkangereicherte Horizont allerdings wieder freigelegt werden.

## Abgrenzung und Klassifikation
Den Calcisols ähnlich sind die Gypsisols (GY), die statt Kalk allerdings überwiegend sekundären Gips in ≤ 100 cm unter der Bodenoberfläche anreichern. Werden hingegen Silicate angereichert, liegt ein Durisol  (DU) vor.
Die Bodenreferenzgruppe der Calcisole entspricht nach der USDA Soil Taxonomy den Calcids (GF) in der Ordnung der Aridisole. In der deutschen Bodensystematik hat die Gruppe keine eindeutige Entsprechung.

## Vorkommen
Calcisols sind in ariden Klimaten in Wüsten, Halbwüsten und mediterranen Gebieten verbreitet. In weiten Teilen Nordafrikas und in Gebieten im Süden Australiens, Ostasiens und der arabischen Halbinsel sind Calcisols die dominante Bodengruppe. Im Süden Argentiniens und Chiles, in Tunesien, Algerien, Marokko und Westsahara, in Südafrika, im Westen der vereinigten Staaten, in Australien, Pakistan, Iran und auf der gesamten arabischen Halbinsel kommen mit anderen Böden assoziiert vor. In Europa sind Calcisols vor allem auf Sardinien und der iberischen Halbinsel zu finden.
In der Türkei sind Calcisols oft in stark erodierten Hochländern vergesellschaftet mit Leptosols und Cambisols zu finden. Sie treten aber auch assoziiert mit Gleysols, Solonchake und Vertisols in Tälern und Tiefländern auf.

## Nutzung
Die trockenen und gebietsweise auch steinigen Böden, oft mit einem petrocalcic Horizont, sind von limitiertem landwirtschaftlichem Nutzen. Bewässerte und zur Prävention von Versalzung gedränte Calcisols können für verschiedene Kulturpflanzen hochproduktiv sein. Wegen der geringen Stickstoffverfügbarkeit bietet sich die Anwendung von Stickstoffdünger an, wobei ammoniak- und harnstoff-basierte Dünger in den Boden eingearbeitet werden, anstatt an der Oberfläche zu verweilen, wo sie sich leicht verflüchtigen. Auch Phosphor ist in Calcisols of nicht ausreichend verfügbar. Um in kalkhaltigen Böden als Dünger wirksam zu sein sollte Phosphor in wasserlöslicher Form vorliegen, wobei die Düngung zur Zeit der Aussaat empfohlen wird. Auch verschiedene Mikronährstoffe, insbesondere Eisen und Zink, sind in Calcisols oft nur in geringem Maße verfügbar, was insbesondere bei intensiver Bewirtschaftung mit Mais zum Ausdruck kommt. Eine effektive Zink-Quelle ist Zinksulfat. Die hohe Calciumverfügbarkeit trägt tendenziell zu einem gut aggregierten Bodengefüge bei. Wo allerdings ein petricalcic Horizont vorliegt, ist tiefes Pflügen nötig. Calcisols in hügeligen Gebieten werden oft extensiv mit Rindern, Schafen und Ziegen beweidet.